# ムツイタガメ
ムツイタガメ（六板亀、学名：Notochelys platynota）は、イシガメ科ムツイタガメ属に分類されるカメ。本種のみでムツイタガメ属を構成する。

## 分布
インドネシア（ジャワ島、スマトラ島、ボルネオ島）、シンガポール、タイ南部、ブルネイ、マレーシア

## 形態
最大甲長32cm。背甲は扁平で、上から見るとやや幅広い卵型。種小名platynotaは「平らな背中」の意で背甲に由来すると考えられ、英名（flat-shelled）と同義。椎甲板が6枚（7枚ある個体や、5枚の個体もいる。）ある個体が多く、和名の由来になっている。第2-4椎甲板は平坦。属名Notochelysは「背中のカメ」の意で、上記の扁平な背甲とあわせて平坦な椎甲板に由来すると考えられている。椎甲板に筋状の盛りあがり（キール）がある。肋甲板にも不明瞭なキールがある。縁甲板外縁は部分的に鋸状に尖る。背甲の色彩はオレンジ色や黄色、黄褐色で、不規則に黒い斑紋が入る。背甲と腹甲の継ぎ目（橋）は長く、腋下甲板は小型で、鼠蹊甲板はやや大型。腹甲は大型。腹甲には蝶番がある程度は可動できるが、あまり蝶番が発達しないため頭部や四肢を収納し腹甲を折り曲げても背甲との間に隙間がある。腹甲の色彩は黄色や黄褐色、オレンジ色で、暗色斑が入る。
頭部は中型。吻端はわずかに突出する。上顎の先端はやや鉤状に尖り、その先端が浅く凹み両脇がわずかに牙状に突出する。咬合面は狭く、顎を覆う角質（嘴）の外縁は緩やかに湾曲し突出する。これにより大型の食物を切断、あるいはやや硬い食物であれば破砕して食べる事ができる。指趾の間には水かきがやや発達する。頭部や四肢、尾の色彩は灰褐色や暗褐色。側頭部には淡黄色や黄褐色の筋模様が入り、個体によっては吻端や嘴、下顎が淡黄色になる。
幼体は椎甲板に筋状の盛りあがり（キール）があり、縁甲板外縁がより鋸状に尖る。また孵化直後の幼体は蝶番がない。さらに椎甲板や肋甲板に甲板ごとに暗色の斑点、四肢に黄色い斑点や筋模様が入る個体もいる。成長に伴いキールや縁甲板の突起、背甲や四肢の斑紋は消失する。
オスは腹甲の中央部が凹む。また尾が太くて長く、尾をまっすぐに伸ばした状態では総排出口全体が背甲の外側にある。さらに繁殖期に吻端が赤みを帯びる個体もいる。メスは腹甲の中央部が凹まないかわずかに膨らむ。また尾が細くて短く、尾をまっすぐに伸ばしても総排泄口の大部分が背甲よりも内側にある。

## 生態
熱帯雨林内にある底質が泥で流れの緩やかな河川やその周辺に生息し、幼体は水棲傾向が強いが、成長に伴い陸棲傾向が強くなる。
食性は植物食傾向の強い雑食と考えられている。

## 人間との関係
生息地や中華人民共和国では食用とされる事もある。
開発による生息地の破壊、食用の乱獲などにより生息数が減少している。2005年にワシントン条約附属書II類に掲載された。
ペットとして飼育されることもあり、日本にも輸入されている。流通はまれで、野生個体が流通する。飼育下では人工飼料にも餌付く。